# 34423
34423（みよし ふみ、4月23日 - ）は、日本の作曲家、電子音楽家、エレクトロニカ・ミュージシャン。愛媛県出身。

## 来歴・人物
愛媛県西予市出身。日本工学院八王子専門学校卒業。
幼少より録音機器や楽器に触れ、独自の音創りを始め、音創りと空想が生活の一部となる。
硬派なサウンドと鮮烈なヴィジュアルイメージで注目を集め、2013年『Tough and Tender』をリリース。世界デビューを果たす。
都内の大型フェス等の参加、アートディレクター田中佑佳とのコラボレーション作品の発表等、精力的に活動。
2015年2月、セカンドアルバム『Masquerade』をリリース。
また、福田陽平監督のホラー映画『アイズ』、田中佑和監督『青春群青色の夏』等、様々な映画作品の劇伴もつとめている。

## 主な作品

### アルバム
- Tough and Tender（2013年7月31日）
- Masquerade（2015年2月11日）

### 映画
- 日蝕（2013年10月、中川究矢監督） - エンディングテーマ
- ウマにまつわるエトセトラ（2013年12月、田中佑和監督） - 音楽
- 文学少女の憂鬱（2015年5月、鈴木太一） - 音楽
- アイズ（2015年6月、福田陽平監督） - 音楽[1][2][3][4]
- 青春群青色の夏（2015年9月、田中佑和監督） - 音楽[5][6][7][8]
- 若者よ（2016年2月、鈴木太一監督、ゆうばり国際ファンタスティック映画祭フォアキャスト部門上映作品） - 音楽
- 東京ノワール（2018年8月4日、ヤマシタマサ監督、ゆうばり国際ファンタスティック映画祭オフシアター・コンペディション部門出品作品） - 音楽[9][10]

### CM
- 鳥取県PRCM　鳥取CMフェスティバルグランプリ受賞作品（2014年8月、田中佑和監督） - 音楽

### その他
- 映画『青春群青色の夏』スピンオフ作品#1、#2（生沼勇監督） - 音楽
- ひかりTV4Kオリジナルドラマ『伝染る物語』三兄弟の家（中川究矢監督） - 音楽
- JR東日本グループエキナカ商業施設『エキュート』 - サウンドロゴ

## LIVE
- CURIOSITY LIVE（2014年2月22日、サラヴァ東京）